# Kauz Szarki
Kauz Szarki (arab. كوز شرقي) – wieś w Syrii, w muhafazie Al-Hasaka. W 2004 roku liczyła 1018 mieszkańców.